# Gunn la gâchette
Pour plus de détails, voir Fiche technique et Distribution.
Gunn la gâchette (titre original : Black Gunn) est un film britannico-américain de Robert Hartford-Davis sorti en 1972.

## Synopsis
Scott Gunn, un jeune activiste, braque un bookmaker pour pouvoir financer la lutte qu'il mène avec ses frères. Mais peu de temps après, il est abattu par la pègre. Un de ses frères, gérant d'une boîte de nuit, décide de le venger et part à la recherche des assassins...

## Fiche technique
- Titre original : Black Gunn
- Réalisation : Robert Hartford-Davis
- Scénario : Robert Shearer et Franklin Coen d'après une histoire de Robert Hartford-Davis
- Directeur de la photographie : Richard H. Kline
- Montage : Pat Somerset
- Musique : Tony Osborne
- Production : John Heyman et Norman Priggen
- Genre : Film policier
- Pays de production :  Royaume-Uni,  États-Unis
- Durée : 96 minutes (1 h 36)
- Dates de sortie :
  - États-Unis : 20 décembre 1972
  - France : 28 juin 1973

## Distribution
- Jim Brown (VF : Henri Virlojeux) : Gunn
- Martin Landau (VF : Albert Augier) : Ross Capelli
- Brenda Sykes (VF : Evelyn Selena) : Judith
- Luciana Paluzzi (VF : Perrette Pradier) : Toni (Tania en VF) Lombardo
- Vida Blue (VF : Patrick Dewaere) : Sam Green
- Stephen McNally (VF : Michel Gatineau) : Joe Laurento
- Keefe Brasselle (VF : Claude Dasset) : Frank Winman
- Timothy Brown (VF : Jacques Deschamps) : Larry
- William Campbell (VF : Raymond Loyer) : Rico
- Bernie Casey (VF : Jean-Pierre Duclos) : Seth
- Gary Conway (VF : Jean-Claude Michel) : Mike Adams
- Chuck Daniel (VF : Bernard Murat) : Mel
- Tommy Davis (VF : Claude Joseph) : Webb
- Rick Ferrell (VF : Serge Sauvion) : Jimpy
- Bruce Glover (VF : Marc de Georgi) : Ray Kriley
- Toni Holt : Betty
- Toni Giorgio (VF : Claude Joseph) : Ben
- Jay Montgomery (VF : Roger Crouzet) : le drogué
- Mark Tapscott (VF : Marc Cassot) : inspecteur Cassidy
- Julian Christopher (VF : Jacques Richard) : lieutenant Hopper
- Don Borisenko (VF : Serge Lhorca) : Val
- Sandra Giles (VF : Jocelyne Darche) : la prostituée menacée
- Tony Young (VF : Roland Ménard) : Dell
- Katherine Woodville : Louella
- Lavelle Roby (VF : Monique Thierry) : Monica / Jeannie